# Miguel de Cervantes
Miguel de Cervantes Saavedra (født 29. september 1547 i Alcalá de Henares, død 22. april 1616 i Madrid) var en spansk forfatter. Han skrev både romaner, skuespil og digte; hans navn er først og fremmest knyttet til romanen Don Quijote (eller Don Quixote).
Før Cervantes blev forfatter, deltog han i den kristne armada mod tyrkerne og blev såret i slaget ved Lepanto. Siden var han i fem år slave hos maurerne i Algier. Senere blev han proviantør for den spanske armada og rejste derfor rundt i Spanien. Derefter blev han skatteopkræver og forfatter.

## Biografi
Miguel de Cervantes Saavedra blev født som det fjerde af syv børn i en fattig adelsfamilie i Alcalá de Henares. Hans forældre var Rodrigo de Cervantes (1509-1585), kirurg, og Leonor de Cortinas (1520-1593).
Den unge Cervantes studerede teologi ved universiteterne i Salamanca og Madrid.

### Flugt til Rom og indtræden i den spanske flåde
Miguel de Cervantes førte et meget eventyrligt og dramatisk liv. Efter studier hos humanisten Juan López de Hoyos i Madrid i 1569, flyttede han først til Rom, muligvis på flugt fra det spanske retsvæsen; ifølge en kongelig anordning af 1569 stod en mand ved navn Miguel de Cervantes til at blive arresteret, beskyldt for at have såret en vis Antonio Sigura i en duel. Det er muligt, men ikke sikkert, at det drejer sig om den senere digter Cervantes.
I Rom blev han kammertjener hos kardinal Giulio Acquaviva. Senere samme år meldte han sig hos en enhed af den spanske flåde, der var stationeret i Napoli. Som medlem af flådens infanteri deltog han i 1571 i slaget ved Lepanto, hvor spanierne kæmpede mod tyrkerne. Han fik tre skudsår, to i brystet og ét i venstre hånd, som blev permanent ødelagt, hvorfor han blev kendt som Den Enhåndede fra Lepanto. 

### Slave i Algier
Efter endnu et år i den spanske flåde tiltrådte Cervantes i september 1575 rejsen hjem ombord på galeasen Sol. Da skibet nærmede sig den catalanske kyst, blev det angrebet af algeriske pirater. Efter en kamp med store tab, blev de overlevende passagerer taget til fange og deporteret som slaver til Algier. Først efter fem år og fire mislykkede flugtforsøg blev Cervantes løskøbt af Trinitarianerordenen i 1580 og kunne vende tilbage til Spanien den 19. september.
I året 1580 gjorde den spanske kong Filip II krav på tronen i kongeriget Portugal efter kardinalkongen Enrique I‘s død og satte derpå militært ind mod den selvudråbte modkonge Antonio von Crato. Cervantes deltog mellem år 1580-1582 som spansk soldat i kampene i Portugal og på Azorerne.

### Ægtemand og forfatter
I sit første skuespil, Los Tratos de Argel, der forblev ubemærket, indarbejdede Cervantes nogle af sine oplevelser fra fangenskabet. Han var dybt forgældet og forsøgte at etablere sig som forfatter for at tjene nogle penge. 1584 udgav han sin første roman, La primera parte de la Galatea. Et år tidligere havde han giftet sig med den 18 år yngre Catalina de Salazar y Palacios, datter af en velhavende landmand. Der kom ingen børn i ægteskabet, men efter en affære med en skuespillerinde, Ana Franca de Rojas, havde han en datter, Isabel de Saavedra. Sidst i 1580’erne blev han skilt fra sin kone.
I maj 1590 ansøgte han om at blive guvernør i den mellemamerikanske provins Soconusco; hans ansøgning blev imidlertid afvist. Derefter arbejdede han som forsyningsmedarbejder i marinen, men kom til at tilbringe tre måneder 1597/98 i varetægtsfængsel i Sevilla for påstået underslæb. 
I fængslet begyndte han arbejdet på sit hovedværk, Don Quixote de la Mancha, hvis første del blev offentliggjort 1605. Anden del udgav han 1615. 
Romanen om Don Quixote førte endelig til den succes, han havde drømt om, men Cervantes tabte snart de penge, bøgerne tjente ind. Han døde fattig 23. april 1616 i Madrid. Det var ti dage før hans samtidige, William Shakespeares, død.

## Grav
Cervantes blev begravet på en gravplads ved et kloster i Madrid. Hans jordiske rester blev flyttet til en niche i forbindelse med en genopbygning af klosterkirken i det 17. århundrede. Graven blev systematisk undersøgt af et spansk forskerteam i 2014, og året efter rapporterede forskerne, at de i gravnichen havde fundet en kiste med bogstaverne "M. C.", som dog viste sig at indeholde knogler fra et barn. Det lykkedes forskerholdet at finde en såkaldt 'reduceret' grav, med knogler fra flere personer. Denne grav blev kaldt 'Samling 33' og indeholdt knogler fra både mænd og kvinder. En gennemgang af konventets dokumentsamlinger viste at både tiden og placeringen med meget stor sandsynlighed var Miguel Cervantes sidste hvilested. I dokumenterne var der også en henvisning til afregningen med de graverne, der flyttede og begravede Cervantes og hans kones knogler på det nye sted, under udbyggelsen af konventet i det 17. århundrede.
Man kan dog fortsat ikke med 100 procent sikkerhed fastslå, at Miguel Cervantes knogler er blandt dem fundet i 'Samling 33', men det er generelt accepteret af de fleste arkæologer, antropologer og historikere.